# Welcome (álbum de Taproot)
Welcome es el segundo álbum de estudio de la banda de metal alternativo Taproot. Fue lanzado el 15 de octubre de 2002. "Poem" sirvió como primer sencillo del álbum y se convirtió en un gran éxito, lo que impulsó al grupo al estrellato. Un siguiente sencillo, "Mine", fue producido y su video fue dirigido por System of a Down el bajista Shavo Odadjian. El tercer sencillo y video fue anunciado por "arte", pero curiosamente atlántica tiró del enchufe poco después del anuncio, irritando aún más los aficionados que reclamaban la etiqueta llevaba Taproot espalda. Bienvenido permanece disco más exitoso Taproot, vendiendo cerca de 450 000 copias.

## Lista de canciones
De acuerdo con el folleto lírica, también hay títulos alternativos para algunas de estas pistas
| N.º | Título       | Duración |  |
| 1.  | «Mine»       | 3:49     |  |
| 2.  | «Poem»       | 3:09     |  |
| 3.  | «Everything» | 3:27     |  |
| 4.  | «Art»        | 4:42     |  |
| 5.  | «Myself»     | 3:47     |  |
| 6.  | «When»       | 4:04     |  |
| 7.  | «Fault»      | 3:19     |  |
| 8.  | «Sumtimes»   | 4:29     |  |
| 9.  | «Breathe»    | 4:17     |  |
| 10. | «Like»       | 4:38     |  |
| 11. | «Dreams»     | 3:43     |  |
| 12. | «Time»       | 3:20     |  |

## Personal
- Mike DeWolf - Guitarra
- Phil Lipscomb - Bass
- Jarrod Montague - Batería
- Stephen Richards - guitarra, voz

## Puesto
Álbum - Billboard (North America)
| Año  | Listas            | Posición |
| ---- | ----------------- | -------- |
| 2002 | The Billboard 200 | #17      |

Sencillos - Billboard (North America)
| Año  | Sencillo | Listas                 | Posición |
| ---- | -------- | ---------------------- | -------- |
| 2002 | "Poem"   | Mainstream Rock Tracks | #5       |
| 2002 | "Poem"   | Modern Rock Tracks     | #10      |
| 2003 | "Mine"   | Mainstream Rock Tracks | #23      |
| 2003 | "Mine"   | Modern Rock Tracks     | #26      |